# Un viaje por Market Street
Un viaje por Market Street (A Trip Down Market Street) es una película de 13 minutos grabada al colocar una cámara de cine en la parte delantera de un funicular mientras viajaba por Market Street en San Francisco. Una película de hace más de 100 años, la película muestra muchos detalles de la vida cotidiana en una de las principales ciudades de Estados Unidos, incluido el transporte, las modas y la arquitectura de la época. La película comienza en la calle 8 y continúa hacia el este hasta el plato giratorio del teleférico, en The Embarcadero, frente al Ferry Building. Los hitos que se pasaron en la última parte de la primera mitad incluyen el Call Building (entonces el más alto de San Francisco) y el Palace Hotel (ambos a la derecha; la Fuente de Lotta está a la izquierda entre los dos, pero está en la sombra). La película fue producida por los cuatro hermanos Miles: Harry, Herbert, Earle y Joe.  Es notable por capturar San Francisco cuatro días antes del devastador terremoto y el fuego de la ciudad, que comenzó la mañana del jueves 18 de abril de 1906.
Los hermanos Miles habían estado produciendo películas en Nueva York, incluyendo películas rodadas en San Francisco. En septiembre de 1905 filmaron la pelea entre Oscar "Battling" Nelson y Jimmy Britt en Colma, California, al sur de los límites de la ciudad de San Francisco. Los hermanos Miles establecieron un estudio en 1139 Market Street en San Francisco a principios de 1906. Tuvieron un descenso de ferrocarril en Mount Tamalpais, así como la película de Market Street. El 17 de abril, Harry y Joe Miles abordaron un tren para Nueva York, se llevaron las dos películas, pero se enteraron del terremoto y enviaron las películas a Nueva York mientras abordaban otro tren que se dirigía a San Francisco. La casa de la calle Turk de Earle Miles sobrevivió al terremoto y al subsiguiente incendio catastrófico, pero el estudio no. Los hermanos Miles basaron su negocio en la casa de Earle y filmaron más imágenes de escenas posteriores al terremoto. Es probable que la película de Market Street sobreviva porque se envió lejos antes del incendio.